# Cytisus arboreus
Cytisus arboreus är en ärtväxtart som först beskrevs av René Louiche Desfontaines, och fick sitt nu gällande namn av Dc.. Cytisus arboreus ingår i släktet kvastginster, och familjen ärtväxter. Inga underarter finns listade i Catalogue of Life.

## Bildgalleri

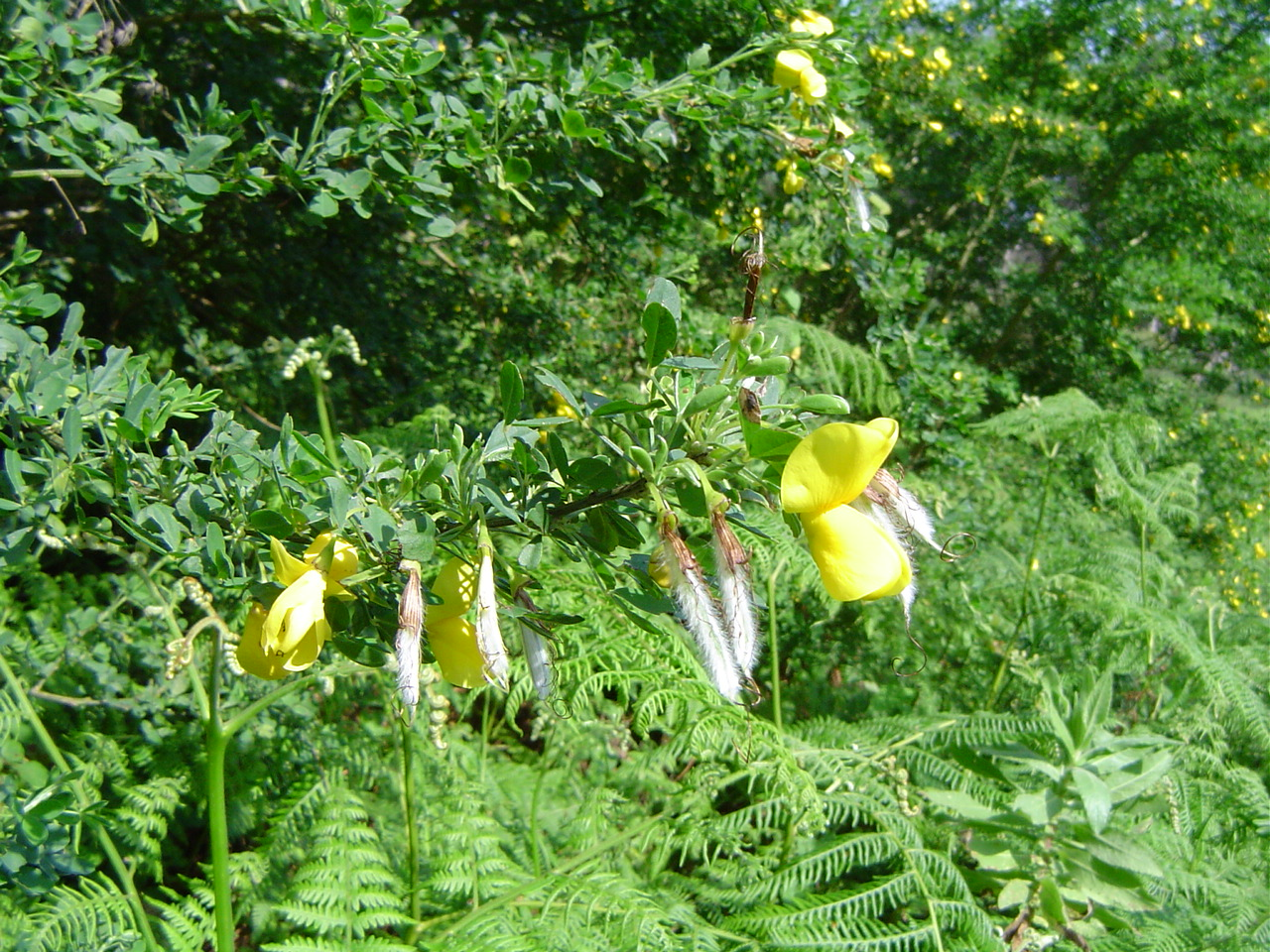
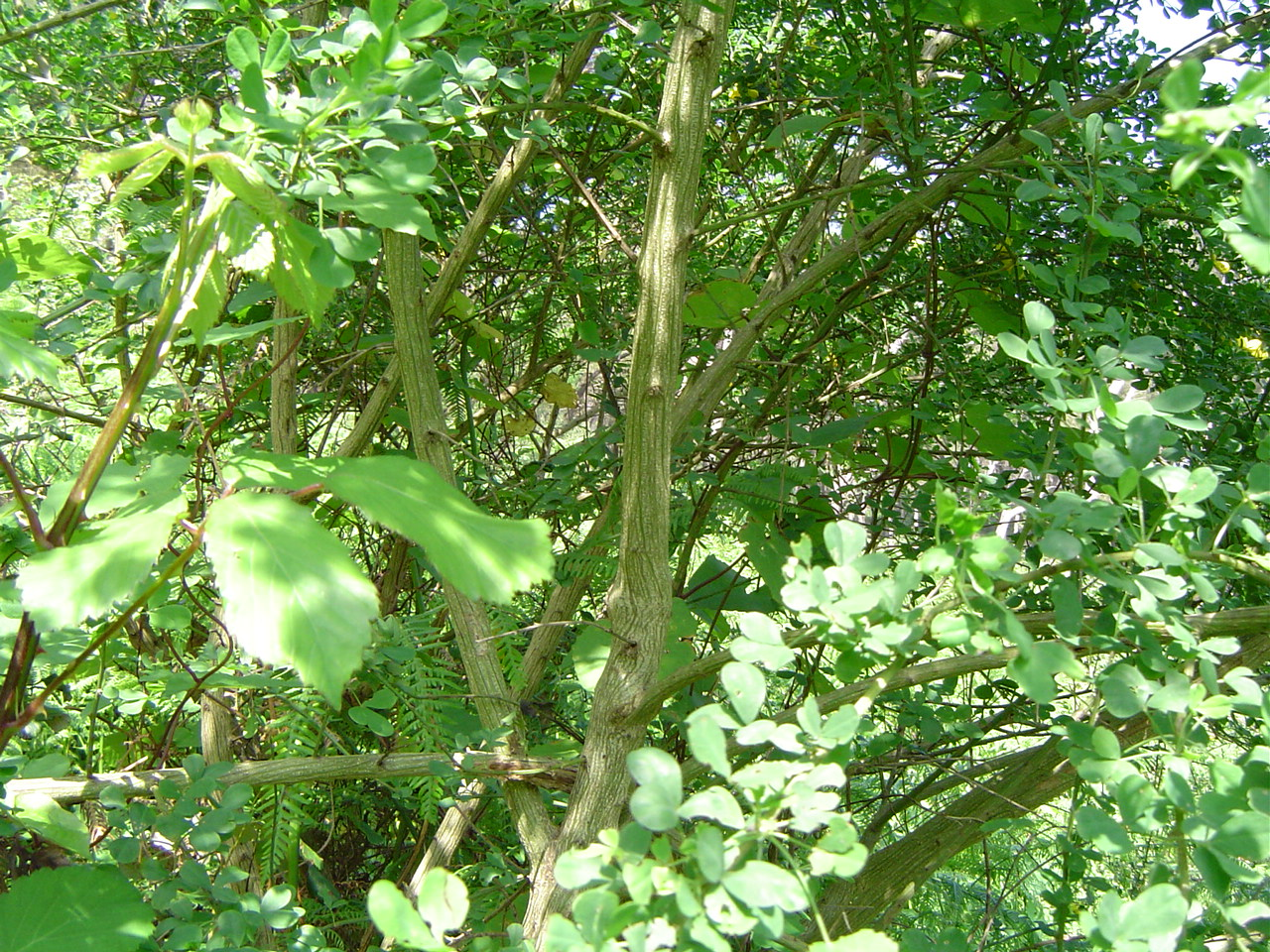
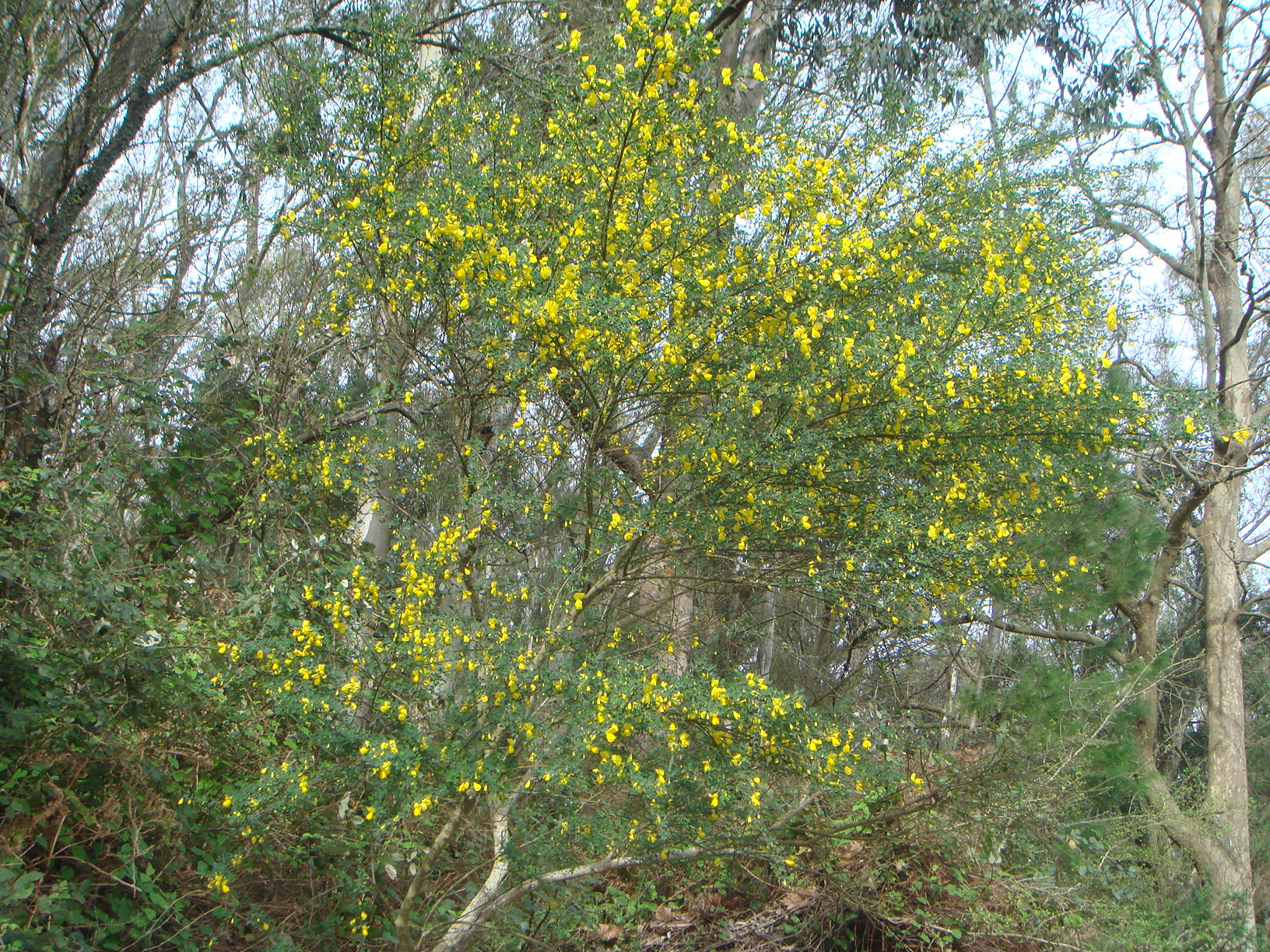
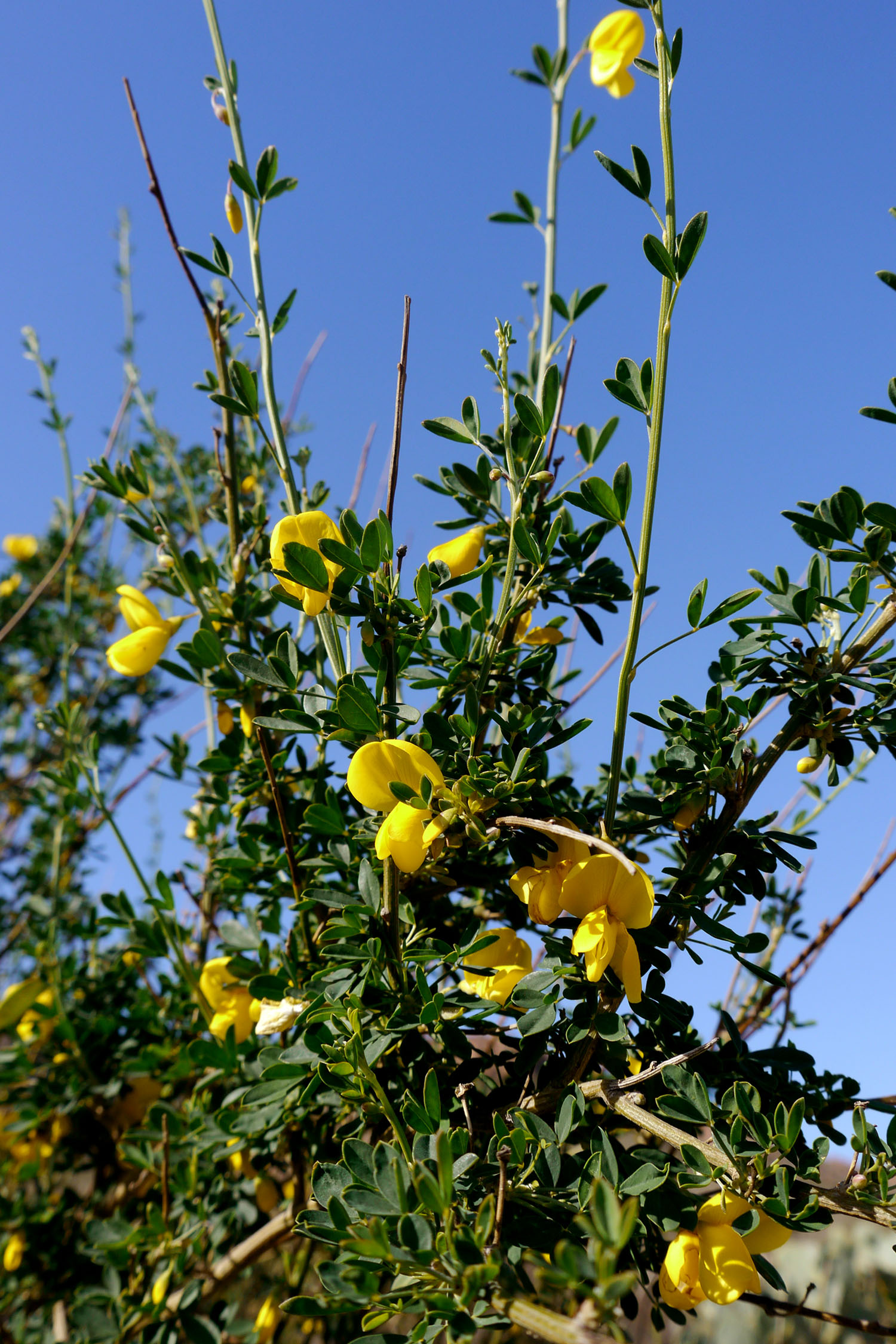
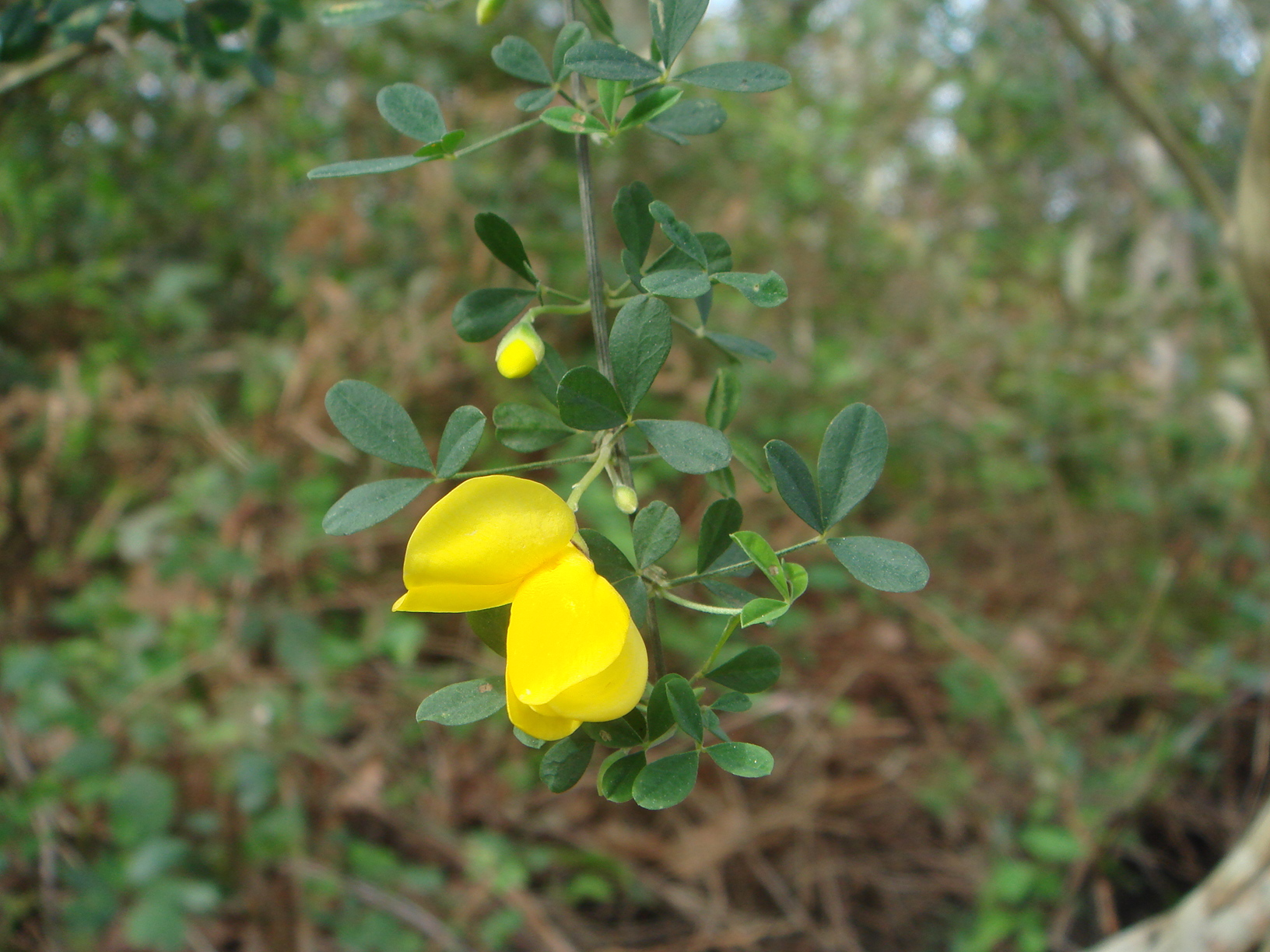
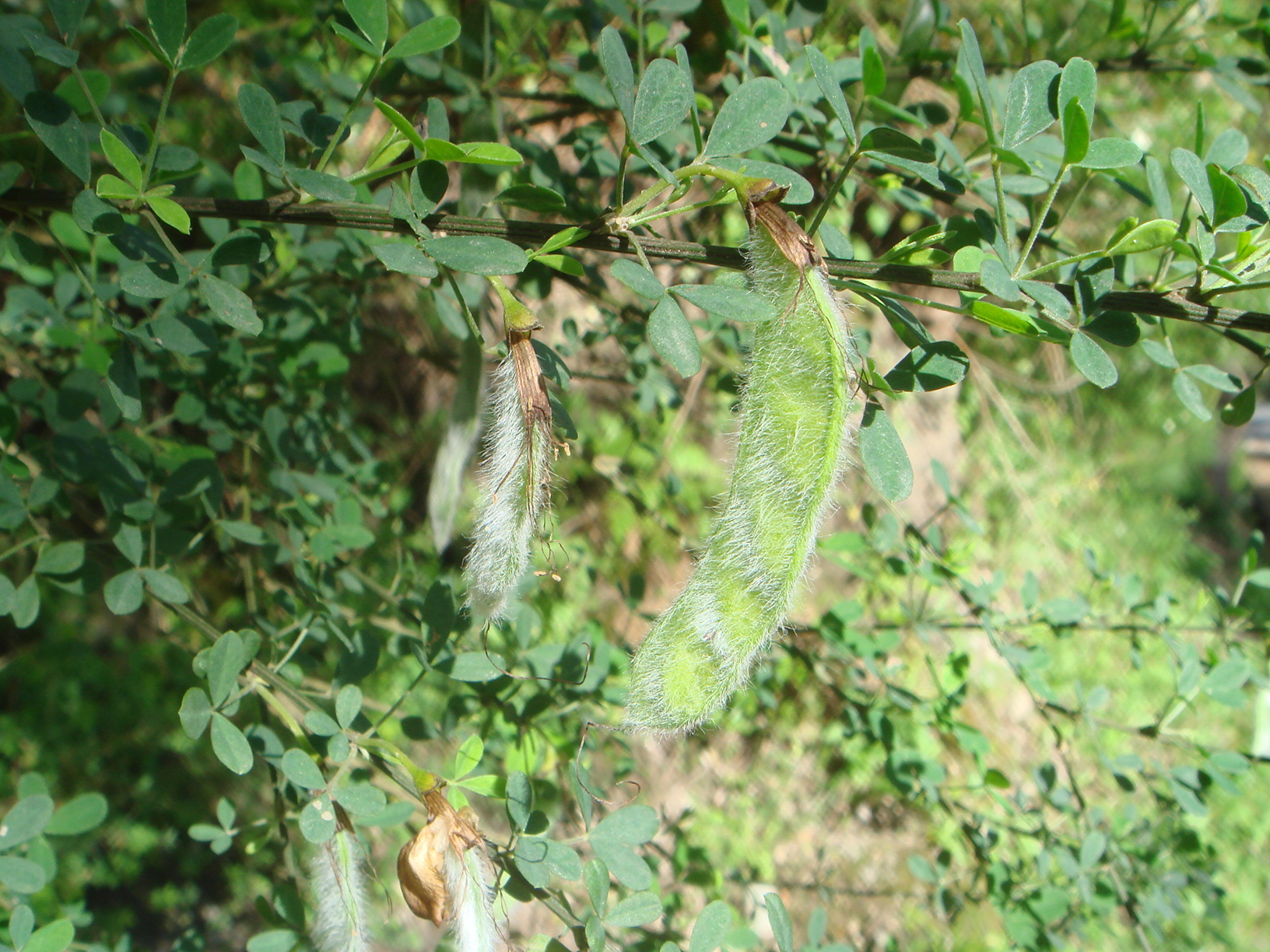